# Dean Burmester
Dean Burmester, né le 2 juin 1989 à Mutare (Zimbabwe), est un golfeur sud-africain. Professionnel depuis 2010, il est membre du circuit sud-africain, Sunshine Tour, de 2010 à 2016 avant de rejoindre le circuit européen, le DP World Tour, de 2016 à 2022, la dernière en disputant le circuit secondaire américaine du Korn Ferry Tour. En 2023, en raison de bons résultats sur ce dernier, il rejoint le circuit américain du PGA Tour juste une année avant de rejoindre le circuit saoudien du LIV Golf rejoindre ses compatriotes Louis Oosthuizen, Charl Schwartzel et Branden Grace pour y constituer une équipe entièrement sud-africaine.

## Palmarès

### Victoires professionnelles
| N° | Date       | Circuit principal | Tournoi                              | Score           | Par  | Marge   | Finaliste                                        |
| -- | ---------- | ----------------- | ------------------------------------ | --------------- | ---- | ------- | ------------------------------------------------ |
| 1  | 15/06/2013 | Sunshine Tour     | Classique de Polokwane               | 69-67-68=204    | - 12 | 4 coups | Merrick Bremner Justin Harding                   |
| 2  | 04/07/2014 | Sunshine Tour     | Challenge de Sun City                | 68-67-71=206    | - 10 | 1 coup  | Haydn Porteous                                   |
| 3  | 12/04/2015 | Sunshine Tour     | Open du Zimbabwe                     | 67-66-72-67=272 | - 16 | 1 coup  | Adilson da Silva                                 |
| 4  | 24/04/2015 | Sunshine Tour     | Classique de Lombard Insurance       | 63-65-65=193    | - 23 | 5 coups | Keith Horne Peter Karmis                         |
| 5  | 18/09/2015 | Sunshine Tour     | Challenge Sun Windmill               | 69-64-65=198    | - 18 | 4 coups | Callum Mowat                                     |
| 6  | 24/10/2015 | Sunshine Tour     | Vodacom Origins of Golf à Koro Creek | 64-66-67=197    | - 19 | 5 coups | Vaughn Groenewald                                |
| 7  | 05/03/2017 | Tour européen     | Open de Tshwane[1]                   | 68-68-65-65=266 | - 18 | 3 coups | Jorge Campillo Mikko Korhonen                    |
| 8  | 02/05/2021 | Tour européen     | Open de Tenerife                     | 63-68-66-62=259 | - 25 | 5 coups | Nicolai von Dellingshausen                       |
| 9  | 07/11/2021 | Sunshine Tour     | Championnat sud-africain de la PGA   | 69-71-66-65=271 | - 17 | 2 coups | Pieter Moolman                                   |
| 10 | 26/11/2023 | Tour européen     | Open de Joburg[1]                    | 68-62-68-64=262 | - 18 | 3 coups | Darren Fichardt                                  |
| 11 | 03/12/2023 | Tour européen     | Open d'Afrique du Sud[1]             | 70-74-65-68=277 | - 11 | 3 coups | Renato Paratore Jesper Svensson, Ryan van Velzen |
| 12 | 07/04/2024 | LIV Golf          | LIV Golf Miami                       | 68-69-68=205    | -11  | Playoff | Sergio García                                    |

1 Co-sanctionné par le Sunshine Tour.